# Jack Lemmon
John Uhler "Jack" Lemmon III, född 8 februari 1925 i Newton i Massachusetts, död 27 juni 2001 i Los Angeles i Kalifornien, var en amerikansk skådespelare. Lemmon spelade under sin drygt 50 år långa karriär huvudroller i över 60 filmer, däribland i Nattpermission (1955), I hetaste laget (1959), Ungkarlslyan (1960), Dagen efter rosorna (1962), Irma la Douce (1963), Den stora kapplöpningen jorden runt (1965), Omaka par (1968, och dess uppföljare Omaka Par II 1998, båda med parhästen Walter Matthau), Save the Tiger (1973), Kinasyndromet (1979), Försvunnen (1982), Glengarry Glen Ross (1992) och Vad vinden sår (1999).

## Biografi
Jack Lemmon föddes i en hiss i Boston-förorten Newton. Som son till en direktör för ett företag som tillverkade doughnuts fick han sin skolgång och fortsatt utbildning vid internatskolor och vid Harvard, där han var aktiv vid universitetets dramatiska klubb. Efter att ha tjänstgjort som fänrik i flottan började han arbeta sig upp som skådespelare; han spelade piano på en ölhall i New York, framträdde i radio och off-Broadway och slutligen på TV. 
Lemmon gjorde sedan succé på Broadway i Room Service, Columbia Pictures fick tag i honom och skickade iväg honom till Hollywood. Han medverkade i ett par filmer mot Judy Holliday innan han fick sitt genombrott 1955 i Nattpermission, för vilken han belönades med en Oscar för bästa manliga biroll.
Jack Lemmon verkade i mer än femtio år i branschen. Han var allas favorit som lustigkurre i en lång rad komedier, varav den största kassasuccén var I hetaste laget (1959) med Tony Curtis och Marilyn Monroe som motspelare. Lemmon spelade också allvarliga roller. 
År 1973 erhöll Jack Lemmon en Oscar för bästa manliga skådespelare för sin roll i Save the Tiger. Sammanlagt Oscarnominerades han sju gånger. Han samarbetade i ett antal filmer med regissören Billy Wilder. I flera komedier var Lemmon parhäst med Walter Matthau.
I sitt andra äktenskap var Lemmon gift med skådespelaren Felicia Farr från 1962 fram till sin död. Jack Lemmon är begravd på Westwood Village Memorial Park Cemetery.

## Filmografi

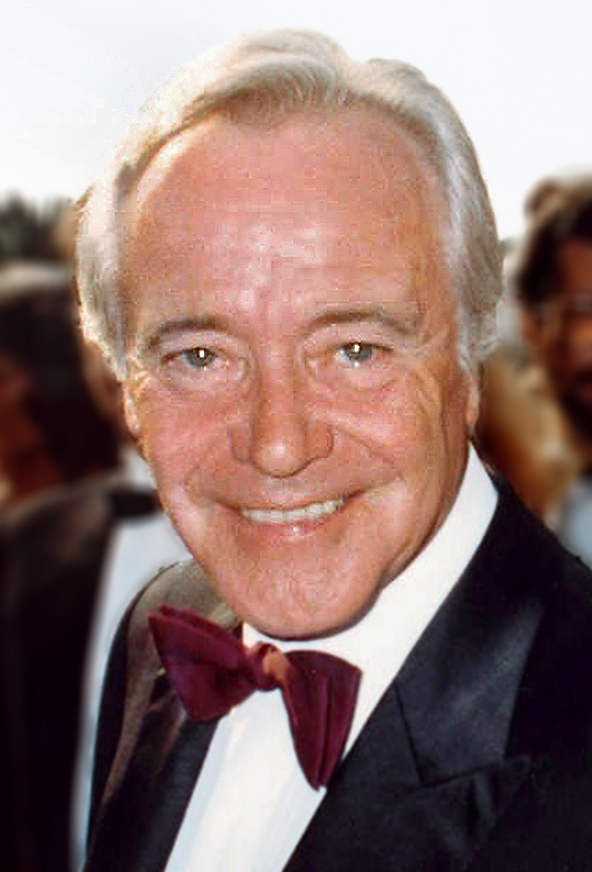
Jack Lemmon 1988.

### Filmer
| År   | Titel                                                 | Roll                            | Noter |
| ---- | ----------------------------------------------------- | ------------------------------- | --- |
| 1949 | En natt med Neptun                                    | Plasterer                       | Okrediterad |
| 1954 | Sånt händer med flickor                               | Pete Sheppard                   | |
| 1954 | Phffft!                                               | Robert Tracey                   | |
| 1955 | Tre på scenen                                         | Martin "Marty" Stewart          | |
| 1955 | Nattpermission                                        | Fänrik Frank Thurlowe Pulver    | Oscar för bästa manliga biroll Nominerad— BAFTA Award for Best Actor in a Leading Role |
| 1955 | Min syster Eileen                                     | Robert "Bob" Baker              | |
| 1955 | Hollywood Bronc Busters                               | Sig själv                       | |
| 1956 | Äventyr på linjebuss                                  | Peter Warne                     | |
| 1957 | Karibisk hamn                                         | Tony                            | |
| 1957 | Operation brudar                                      | Menige Hogan                    | Nominerad— Laurel Award for Top Male Comedy Performance |
| 1958 | Cowboy                                                | Frank Harris                    | |
| 1958 | Hokus pokus                                           | Nicky Holroyd                   | |
| 1959 | I hetaste laget                                       | Jerry "Gerald" / "Daphne"       | BAFTA Award for Best Actor in a Leading Role Golden Globe Award for Best Actor – Motion Picture Musical or Comedy Nominerad — Oscar för bästa manliga huvudroll Nominerad — Laurel Award for Top Male Comedy Performance |
| 1959 | Skinn på näsan                                        | George Denham                   | |
| 1960 | Ungkarlslyan                                          | C. C. Baxter                    | BAFTA Award for Best Actor in a Leading Role Golden Globe Award for Best Actor – Motion Picture Musical or Comedy Laurel Award for Top Male Comedy Performance Nominerad — Oscar för bästa manliga huvudroll |
| 1960 | Le voyage en ballon                                   | Berättaren                      | Röstroll |
| 1960 | Pepe                                                  | Daphne                          | Cameo |
| 1960 | Med landkrabbor i masten                              | Löjtnant Rip Crandall           | |
| 1962 | Den Misstänkta Värdinnan                              | William "Bill" Gridley          | |
| 1962 | Dagen efter rosorna                                   | Joe Clay                        | Fotogramas de Plata Award for Best Foreign Performer San Sebastián International Film Festival Award for Best Actor Sant Jordi Award for Best Performance in a Foreign Film Laurel Award for Top Male Comedy Performance Nominerad — Oscar för bästa manliga huvudroll Nominerad — BAFTA Award for Best Actor in a Leading Role Nominerad — Golden Globe Award för bästa manliga huvudroll - drama |
| 1963 | Irma la Douce                                         | Nestor Patou / Lord X           | Laurel Award for Top Male Comedy Performance Nominerad — Golden Globe Award för bästa manliga huvudroll - musikal eller komedi |
| 1963 | Bäddat för tre                                        | Hogan                           | Nominerad — Golden Globe Award för bästa manliga huvudroll - musikal eller komedi |
| 1964 | Har ni sett maken                                     | Sam Bissel                      | Nominerad — BAFTA Award for Best Actor in a Leading Role |
| 1965 | Hur man mördar sin fru                                | Stanley Ford                    | Laurel Award for Top Male Comedy Performance Nominerad — BAFTA Award for Best Actor in a Leading Role |
| 1965 | Den stora kapplöpningen jorden runt                   | Professor Fate / Prince Hapnick | Nominerad — Golden Globe Award för bästa manliga huvudroll - musikal eller komedi Nominerad — Laurel Award for Top Male Comedy Performance |
| 1966 | Storsvindlarna                                        | Harry Hinkle                    | |
| 1967 | I k-ä-ä-ä-raste laget                                 | Harry Berlin                    | |
| 1968 | There Comes a Day                                     |                                 | |
| 1968 | Omaka par                                             | Felix Ungar                     | Nominerad — Golden Globe Award för bästa manliga huvudroll - musikal eller komedi Nominerad — Laurel Award for Top Male Comedy Performance |
| 1969 | April april                                           | Howard Brubaker                 | Laurel Award for Top Male Comedy Performance |
| 1970 | Osmak till tusen                                      | George Kellerman                | Nominerad — Golden Globe Award för bästa manliga huvudroll - musikal eller komedi |
| 1971 | Kotch                                                 | Sovande busspassagerare         | Regissör |
| 1972 | Ungkarlsdrömmen                                       | Peter Edward Wilson             | |
| 1972 | Avanti!                                               | Wendell Armbruster, Jr.         | Golden Globe Award för bästa manliga huvudroll - musikal eller komedi |
| 1973 | Save the Tiger                                        | Harry Stoner                    | Oscar för bästa manliga huvudroll Nominerad — Golden Globe Award för bästa manliga huvudroll - drama |
| 1974 | The Police Can't Move                                 | Berättaren                      | Röstroll |
| 1974 | Stoppa pressarna!                                     | Hildebrand "Hildy" Johnson      | David di Donatello for Best Actor (delad med Walter Matthau) Nominerad — Golden Globe Award för bästa manliga huvudroll - musikal eller komedi |
| 1975 | Wednesday                                             | Jerry Murphy                    | |
| 1975 | The Gentleman Tramp                                   | Berättaren                      | Röstroll |
| 1975 | Snacka om trubbel                                     | Mel Edison                      | |
| 1976 | Alex & the Gypsy                                      | Alexander Main                  | |
| 1977 | Haveriplats: Bermudatriangeln                         | Kapten Don Gallagher            | |
| 1979 | Kinasyndromet                                         | Jack Godell                     | Bästa manliga skådespelare vid filmfestivalen i Cannes David di Donatello for Best Actor (delad med Dustin Hoffman) BAFTA Award for Best Actor in a Leading Role Nominerad — Oscar för bästa manliga huvudroll Nominerad — Golden Globe Award för bästa manliga huvudroll - drama Nominerad — National Society of Film Critics Award for Best Actor                                                |
| 1980 | Tribute                                               | Scottie Templeton               | Silver Bear for Best Actor Genie Award for Best Performance by a Foreign Actor Nominerad — Oscar för bästa manliga huvudroll Nominerad — Golden Globe Award för bästa manliga huvudroll - drama |
| 1981 | Kompis kompis                                         | Victor Clooney                  | |
| 1982 | Försvunnen                                            | Ed Horman                       | Bästa manliga skådespelare vid filmfestivalen i Cannes Nominerad — Oscar för bästa manliga huvudroll Nominerad — BAFTA Award for Best Actor in a Leading Role Nominerad — David di Donatello for Best Foreign Actor Nominerad — Golden Globe Award för bästa manliga huvudroll - drama |
| 1984 | Mass Appeal                                           | Fader Tim Farley                | |
| 1985 | Macaroni                                              | Robert Traven                   | |
| 1986 | Sånt är livet                                         | Harvey Fairchild                | Nominerad — Golden Globe Award för bästa manliga huvudroll - musikal eller komedi |
| 1989 | Dad                                                   | Jake Tremont                    | Nominerad — Golden Globe Award för bästa manliga huvudroll - drama |
| 1991 | JFK                                                   | Jack Martin                     | |
| 1992 | Beyond JFK: The Question of Conspiracy                | Sig själv                       | |
| 1992 | The Player                                            | Sig själv                       | |
| 1992 | Glengarry Glen Ross                                   | Shelley Levene                  | National Board of Review Award for Best Actor Valladolid International Film Festival Award for Best Actor Volpipokalen för bästa manliga skådespelare |
| 1993 | Luck, Trust & Ketchup: Robert Altman In Carver County | Sig själv                       | |
| 1993 | Short Cuts                                            | Paul Finnigan                   | Golden Globe Award for Best Ensemble Cast Volpipokalen for Best Ensemble Cast |
| 1993 | Griniga gamla gubbar                                  | John Gustafson                  | |
| 1995 | Gräsharpan                                            | Dr. Morris Ritz                 | |
| 1995 | Gamla gubbar – nu ännu grinigare                      | John Gustafson                  | Nominerad — American Comedy Award for Funniest Actor in a Motion Picture |
| 1996 | Getting Away with Murder                              | Max Mueller / Karl Luger        | |
| 1996 | My Fellow Americans                                   | President Russell P. Kramer     | |
| 1996 | Hamlet                                                | Marcellus                       | |
| 1997 | Out to Sea                                            | Herb Sullivan                   | |
| 1997 | Off the Menu: The Last Days of Chasen's               | Sig själv                       | |
| 1998 | Valpar till salu                                      | Djuraffärsägare                 | |
| 1998 | Omaka Par II                                          | Felix Ungar                     | |
| 2000 | Legenden om Bagger Vance                              | Berättaren / Hardy Greaves      | Okrediterad |

### TV
| År        | Titel                                   | Roll                                                                  | Noter |
| --------- | --------------------------------------- | --------------------------------------------------------------------- | --- |
| 1949–1950 | That Wonderful Guy                      | Harold                                                                | |
| 1950      | Toni Twin Time                          | Värd                                                                  | Avsnitt |
| 1951      | The Ad-Libbers                          | Celebrity panelist                                                    | 5 avsnitt |
| 1951–1952 | The Frances Langford-Don Ameche Show    | Newlywed                                                              | "The Couple Next Door" sketches |
| 1952      | Heaven for Betsy                        | Pete Bell                                                             | |
| 1954      | The Road of Life                        | Kirurg                                                                | |
| 1956      | The Day Lincoln Was Shot                | John Wilkes Booth                                                     | |
| 1957      | What's My Line?                         | Mystery Guest                                                         | Säsong 9, Avsnitt 10 |
| 1957–1958 | Alcoa Theatre                           | Henry Coyle Steve Tyler Wally Mall Löjtnant Tony Crawford Edward King | Avsnitt: "Disappearance" Avsnitt: "Most Likely to Succeed" Avsnitt: "Loudmouth" Avsnitt: "The Days of November" Avsnitt: "Souvenir" |
| 1972      | 'S Wonderful, 'S Marvelous, 'S Gershwin | Värd                                                                  | Primetime Emmy Award for Outstanding Variety, Music, or Comedy Special |
| 1976      | The Entertainer                         | Archie Rice                                                           | Nominerad — Primetime Emmy Award for Outstanding Lead Actor in a Miniseries or a Movie |
| 1987      | Long Day's Journey into Night           | James Tyrone, Sr.                                                     | Nominerad — Golden Globe Award for Best Actor – Miniseries or Television Film |
| 1988      | Vem mördade Mary Phagan?                | Gov. John Slaton                                                      | Nominerad — Primetime Emmy Award for Outstanding Lead Actor in a Miniseries or a Movie Nominerad — Golden Globe Award for Best Actor – Miniseries or Television Film |
| 1992      | Farsan, sonen och älskarinnan           | Aram Katourian                                                        | Nominerad — CableACE Award for Best Actor in a Movie or Miniseries |
| 1993      | Teaterliv                               | Robert                                                                | Nominerad — CableACE Award for Best Actor in a Movie or Miniseries Nominerad — Golden Globe Award for Best Actor – Miniseries or Television Film |
| 1994      | Wild West                               | Värd                                                                  | |
| 1996      | En weekend på landet                    | Bud Bailey                                                            | |
| 1997      | Simpsons                                | Frank Ormand                                                          | Röstroll Avsnitt: "The Twisted World of Marge Simpson" |
| 1997      | 12 edsvurna män                         | Jurymedlem 7                                                          | Nominerad — Primetime Emmy Award for Outstanding Lead Actor in a Miniseries or a Movie Nominerad — Golden Globe Award for Best Actor – Miniseries or Television Film Nominerad — Screen Actors Guild Award for Outstanding Performance by a Male Actor in a Miniseries or Television Movie |
| 1998      | Den långa resan hem                     | Thomas Gerrin                                                         | |
| 1999      | Vad vinden sår                          | Henry Drummond                                                        | Golden Globe Award for Best Actor – Miniseries or Television Film Nominerad — Primetime Emmy Award for Outstanding Lead Actor in a Miniseries or a Movie |
| 1999      | Tisdagar med Morrie                     | Morrie Schwartz                                                       | Primetime Emmy Award for Outstanding Lead Actor in a Miniseries or a Movie Screen Actors Guild Award for Outstanding Performance by a Male Actor in a Miniseries or Television Movie Nominerad — Golden Globe Award for Best Actor – Miniseries or Television Film                         |

## Diskografi
- A Twist of Lemmon/Some Like It Hot (1959)
- Piano Selections from Irma La Douce (1963)
- Piano and Vocals (1990)
- Peter and the Wolf (1991)
- Songs and music from Some Like It Hot (2001)